# Општина Горбан (Јаши)
Горбан (рум. Gorban) општина је у Румунији у округу Јаши.
Oпштина се налази на надморској висини од 34 m.